# Graciela Iturbide

Graciela Iturbide in ihrem Atelier in Coyoacán, Mexiko. (2023)

Graciela Iturbide (* 16. Mai 1942 in Mexiko-Stadt) ist eine mexikanische Fotografin. Schwerpunkt ihres Schaffens ist das Alltagsleben verschiedener Gemeinschaften in Mexiko.

## Leben
Graciela Iturbide wurde als älteste von drei Kindern einer wohlhabenden Familie geboren. Sie erhielt ihre Schulbildung in katholischen Internaten.
1969 begann sie ein Studium an der nationalen Filmhochschule Mexikos, dem Centro de Estudios Cinematográficos (CUEC). 1970 wurde sie Assistentin des Fotografen Manuel Álvarez Bravo. Nach dem plötzlichen Tod ihrer sechsjährigen Tochter im gleichen Jahr änderte sich ihr Leben radikal – sie machte die Fotografie zu ihrem Beruf. 1974 dokumentierte sie in Panama General Omar Torrijos’ Versuch, ein linkes Regime aufzubauen. 1979 wurde sie von dem Maler Francisco Toledo nach Juchitán eingeladen, um an einer Ausstellung über die Kultur der Zapoteken teilzunehmen. 1981 erschien ihre Fotoreportage Los que viven en la arena (dt. Die im Sand leben) über die Seri-Indianer in der Sonora-Wüste. 2006 konnte sie im Haus von Frida Kahlo fotografieren. Iturbide fotografierte „bedrückende Inszenierungen und auch Selbstinszenierungen mit persönlichen Gegenständen Kahlos“.
Eines ihrer bekanntesten Bilder ist Unsere Liebe Frau der Leguane, das 1979 in Juchitán, Oaxaca, entsteht. Es zeigt eine Frau, die Leguane als Kopfschmuck trägt.
Seit 1962 ist sie mit den Architekten Manuel Rocha verheiratet. Aus der Ehe wurden zwei Söhne und eine Tochter geboren.

## Ausstellungen (Auswahl)
- 1975 Erste Gruppenausstellung in der Galeria Jose Clemente Orozco in Mexiko-Stadt
- 1980 Erste Einzelausstellung in der Casa des Cultura von Juchitán, Oaxaca
- 1982 Ausstellung im Centre Pompidou in Paris
- 2000 Einzelausstellung im Museum of Fine Arts, Argentinien
- 2013/2014 Einzelausstellung in der Tate Gallery of Modern Art, London[2]

## Preise
- 1987 W.-Eugene-Smith-Preis für Humanistische Fotografie
- 1990 International Grand Prize, Hokkaido, Japan
- 2008 Hasselblad-Preis
- 2025 Prinzessin-von-Asturien-Preis

## Bücher von Iturbide
- Fiesta und Ritual: Graciela Iturbides Mexiko, herausgegeben von Erika Billeter, Benteli, Bern 1994, ISBN 3-71650-935-3.
- La Forma y la Memoria. ("Form und Gedächtnis), 1996, ISBN 968-6623-32-9.
- Images of the spirit. Aperture Foundation, New York 2006, ISBN 0-89381-681-7.
- mit F. Bradu: Eyes to fly with: portraits, self-portraits, and other photographs. (= Wittliff Gallery series). University of Texas Press, Austin 2006, ISBN 0-292-71462-9.